# Adiantum krameri
Adiantum krameri är en kantbräkenväxtart som beskrevs av B.Zimmer. Adiantum krameri ingår i släktet Adiantum och familjen Pteridaceae. Inga underarter finns listade.